# Militärisches Operationskommando (Syrien)
Das Militärische Operationskommando (arabisch إدارة العمليات العسكرية, DMG Idārat al-ʿAmaliyyāt al-ʿAskariyya), ehemals bekannt als al-Fateh al-Mubin (arabisch الفتح المبين, DMG al-Fatḥ al-Mubīn) oder auch Große Eroberung, ist ein sunnitisch islamistischer operativer Verband der syrischen Rebellen und dschihadistischen Fraktionen des syrischen Bürgerkriegs. Er entsprang im Juni 2019 der ehemaligen Operation "Damaskus-Eroberung" und besteht aus Rebellen-Gruppierungen rund um Idlib und den Nordwesten Syriens. Die Koalition besteht aus drei Hauptgruppen: dem Bündnis Haiʾat Tahrir asch-Scham, der Nationalen Befreiungsfront mit türkischer Unterstützung und der Dschaisch al-Izza.

## Geschichte
Am 7. Juni 2019 erklärten die Rebellen-Fraktionen den Beginn der „großen Eroberung“ im Rahmen der Idlib-Offensive des syrischen Heeres und starteten damit die zweite Phase des Gegenangriffes. Die erste militärische Operation hatte zu einer Einnahme von mehreren Städten durch die Rebellen geführt.
Rebellennahe Quellen vermeldeten kurz darauf den Abschuss einer SU-22 der russischen Luftstreitkräfte durch die Fraktionen. Am 8. Juni griff der al-Fateh-al-Mubin-Verband daraufhin mehrere Gebiete im Norden von Hama an und schnitt dabei die Straße zwischen Mhardeh und Skaylbia ab. Ein Teil der Fraktionen bekannte sich zudem zu der Beschädigung einer Aero L-39 Albatros der syrischen Luftwaffe, welche im Nachgang angeblich notlanden musste.
Am 16. Juni verkündete die Syrische Beobachtungsstelle für Menschenrechte, dass die Fraktionen einen Angriff auf ihre Stellungen in Richtung des Tals Meleh abwehren konnte.
Zwei Tage später griff der operative Verband erneut das Tal Meleh an, die syrischen Staatsmedien meldeten jedoch auch hier, dass dieser Angriff abgewehrt werden konnte. Am folgenden Tag kündigte das syrische Regierungsheer ihrerseits den Beginn eines Angriffes zur Befreiung der Gemeinden Tal Meleh und Dschubbain an.
Dem operativen Verband gelang die Abwehr des Angriffes, wobei jedoch 89 Rebellen und 41 Regierungs-Soldaten am 20. Juni fielen.
Am 28. Juni führte die NBF einen Überfall auf die Gemeinde al-Hawiz durch. Im Zuge dieser Operation fielen angeblich 15 Soldaten, 30 weitere wurden verletzt. Ebenfalls am 28. wurde eine weitere L-39 getroffen und zur Landung gezwungen.
Am 10. Juli 2019 nahm der Verband die Stadt Hamamiyat und den angrenzenden Hügel ein. Die regimenahe Al-Masdar News berichtete am nächsten Tag über die Einnahme der Stadt durch das offizielle syrische Heer. Es wurde ebenfalls berichtet, dass der Verband mehrere Stellungen des syrischen Heeres im Gebiet Latakia angegriffen habe.
Am 20. Juli wehrte der Verband einen Angriff auf Dschubbain ab.
Einen Tag später griff der Verband das Dorf Qasabiyeh an; dieser Angriff wurde allerdings durch das syrische Regierungsheer abgewehrt.
Am 28. Juli erlitt der Verband einen schweren Rückschlag, als das syrische Heer Tal Melh und Dschubbain einnahm. Durch diesen Angriff wurden alle territorialen Gewinne des Verbandes zunichtegemacht. Quellen berichteten, dass dutzende regierungstreue Kämpfer und mehrere hochrangige Generale in den Kämpfen gefallen seien.
Der Fateh-Mubin-Verband verlor mehrere wichtige Gebiete, unter anderem die strategisch wichtige Stadt Chan Schaichun. Außerdem wurde der Verband aus dem Norden von Hama vertrieben. Die Kämpfe endeten mit einem Waffenstillstandsabkommen, das am 31. August in Kraft trat.
Im Dezember 2019 gaben oppositionelle Quellen bekannt, dass das syrische Heer nach erneuten Luftangriffen auf von den Rebellen kontrollierte Gebiete, ihre Offensive in der Region Idlib neuzustarten plane. Am 19. Dezember begann dann die bereits angekündigte Offensive des syrischen Heeres mit Angriffen auf mehrere Gemeinden. Die Stadt Maarat an-Numan wurde nach einer wochenlangen Bombardierung durch das syrische Heer schließlich am 29. Januar 2020 eingenommen.  Daraufhin begann die Türkei mehrere Konvois mit Truppen und Material nach Idlib zu schicken, um eine komplette Einnahme der Provinz zu verhindern. Der Fateh-Mubin-Verband verlor dabei mehrere entscheidende Städte, unter anderem Saragib. Nachdem die M5 Autobahn wieder für regierungstreue Kräfte geöffnet wurde, begann das syrische Heer einen Angriff in Richtung Aleppo und eroberte einen Großteil des von den Rebellen kontrollierten Gebietes. Am 20. Februar griff der Verband, mit der Unterstützung der türkischen Artillerie, die Gemeinde Neirab an und nahm diese auch kurzfristig ein. Aufgrund von intensiven Gefechten und Luftangriffen mussten sich die Kämpfer jedoch kurz darauf wieder zurückziehen. Der Verband griff erneut in Richtung Neirab am 27. Februar an und nahm die Gemeinde sowie die Stadt Sarakeb ein. Am 1. März griffen die oppositionellen Fraktionen die al-Ghab-Ebene an, auf der das syrische Heer angegriffen hatte. Im Zuge dieser Operation wurde der Angriff des syrischen Heeres abgewehrt und es wurden mehrere Gemeinden zurückgewonnen. Türkische Drohnenangriffe auf das syrische Heer und seine Verbündete brachten den entscheidenden Vorteil für die Rebellen an mehreren Fronten. Die Stadt Sarakeb wurde am 2. März 2020 durch das syrische Heer zurückgewonnen. 3 Tage später endeten die Gefechte, nachdem ein Waffenstillstandsabkommen zwischen der Türkei und Russland geschlossen wurde.

### Folgen
Am 24. Juni 2020 berichtete die Syrische Beobachtungsstelle für Menschenrechte, dass der Verband einen Infiltrationsversuch von Einheiten des syrischen Heeres an der Harsch-Binin-Front abwehren konnte. Das syrische Heer beschoss Stellungen der Rebellen, während das türkische Heer mehrere Stellungen des syrischen Heeres beschoss.
Es wurde ebenfalls von einem dritten Infiltrationsversuch berichtet, der durch die Unterstützung durch Artilleriefeuer gelingen sollte; dieser wurde allerdings ebenfalls abgewehrt.
Am 26. Juni 2020 wurde nach einem Konflikt mit der Guardians of Religion Organization die Fateh Mubin durch die HTS zur einzig legalen Koalition im von den Rebellen kontrollierten Idlib deklariert und die Erschaffung weiterer militärischer Verbände verboten.
Am 28. Juni berichtete das SOHR, dass die HTS in al-Dscharadah ein schweres Maschinengewehr des syrischen Heeres zerstört habe.
Am 29. Juni berichtete das SOHR, dass der Verband mehrere Stellungen des syrischen Heeres im südlichen Idlib beschossen habe. Es wurde ebenfalls ein Infiltrationsversuch des syrischen Heeres in dem Gebiet al-Fterah abgewehrt und eine militärische Planierraupe an der Front des Dorfes Dadich zerstört.
Am 30. Juni wurde ein Angriff des syrischen Heeres in Richtung Ruwaiha gemeldet, bei dem mehrere Stellungen eingenommen worden seien. Ein Sprecher der NBF widersprach diesen Berichten.
Anfang Juli 2020 berichtete das SOHR von Gefechten und dem Beschuss von Stellungen zwischen regierungstreuen Kräften und der Fateh Mubin.
Am 10. Juli berichtete das SOHR, dass eine russische Drohne durch die NBF in Idlib abgeschossen wurde.
Kleinere Gefechte zwischen dem Verband und dem syrischen Heer setzten sich durch das restliche Jahr fort. Das Waffenstillstandsabkommen aus dem März wurde hin und wieder durch den Beschuss von Stellungen und durch Infiltrationsversuche gebrochen.
Am 20. Dezember 2020 wehrte der Verband einen Infiltrationsversuch in Dschabal al-Zawiya ab. Am folgenden Tag kam es zu einem Beschuss durch beide Seiten.
Am 4. Januar 2021 fanden erneut Gefechte zwischen dem Verband und dem syrischen Heer in Dschabal al-Zawiya statt.
Am 7. Januar fielen drei Soldaten des HTS durch Beschuss des syrischen Heeres in der Nähe des Dorfes Fateira. Die HTS berichtete die Zerstörung von zwei feindlichen Fahrzeugen und die Tötung mehrerer Soldaten in der Nähe des Dorfes Hantoutin durch den Beschuss mit Lenkflugkörpern. Ein syrischer Soldat wurde von einem Scharfschützen des Fateh-Mubin-Verbandes in der Nähe des Dorfes Dadich erschossen. Das syrische Heer beschoss noch am selben Tag von den Rebellen kontrolliertes Gebiet in Latakia.
In der Nacht des 11. Januar 2021 infiltrierte eine Gruppe des syrischen Heeres die Stellungen der NBF Gruppe Dschaisch al-Nasr in der Gemeinde al-Ankawi und töteten dabei 11 Kämpfer. Die NBF reagierte durch den Beschuss von Stellungen des syrischen Heeres im Nordwesten von Hama und dem südlichen Idlib.